# Савапиян
Савапиян  — деревня в Сыктывдинском районе Республики Коми в составе сельского поселения  Пажга. 

## География
Расположена на левобережье Сысолы на расстоянии примерно 24 км по прямой от районного центра села Выльгорт на юг.  

## Достопримечательности
База отдыха «Савапиян».

## Население
Постоянное население  составляло 102 человека (коми 82%) в 2002 году, 107 в 2010 .